# Chandur-Tek, Chikodi
Chandur - Tek là một làng thuộc tehsil Chikodi, huyện Belgaum, bang Karnataka, Ấn Độ.